# 7 Gold
7 Gold è una syndication televisiva italiana privata a carattere nazionale lanciata il 31 maggio 1999. In pochi anni ha coperto buona parte del territorio italiano con i suoi ripetitori, affiliandosi di volta in volta con varie televisioni locali. Nel corso del 2014 il circuito nazionale risultava la rete locale più seguita in Piemonte, Lombardia, Valle d'Aosta, Veneto, Emilia-Romagna, Lazio, Umbria e Abruzzo.

## Sede
Fino al 2023 7 Gold aveva la sede legale ad Assago, nell'hinterland milanese, che affiancava la sede amministrativa a Castelletto d'Orba, in Piemonte, sedi anche di Telecity, una delle tre emittenti capofila del circuito. Dal 2024 la sede viene spostata a Padova. Il direttore di rete fin dagli esordi è Giorgio Galante di Telepadova.

## Storia
Nasce il 31 maggio 1999 con il nome di Italia 7 Gold per opera degli imprenditori Giorgio Tacchino, Giorgio Galante e Luigi Ferretti, rispettivamente proprietari di Telecity, Telepadova e Sestarete, tre emittenti già affiliate a Italia 7. La scelta di creare una propria syndication nasce dopo che Francesco Di Stefano, una volta trasformata la precedente Italia 7 in Europa 7, ha partecipato alla gara di assegnazione delle frequenze per una rete nazionale, trascurando quindi il precedente circuito di emittenti locali.
Nello stesso anno, viene attivato un servizio di teletext dedicato a questa emittente dopo Televideo sulle reti Rai e Mediavideo sulle reti Mediaset. 
Nel 2001, quando Telemontecarlo diventa LA7, l'editore del network diffida la Telecom Italia, proprietaria della nascente rete, dall'usare la denominazione con il numero "7" minacciando azioni legali e marchiando polemicamente le proprie trasmissioni con un logo che riporta la dizione "La Sette" insieme a quello ufficiale, ma la vicenda non ebbe poi alcun seguito.
Il 15 febbraio 2001, con l'incontro PSV-Parma, Italia 7 Gold è il primo circuito di emittenti locali a trasmettere un ottavo di finale di coppa UEFA.
Inizialmente visibile solo nell'Italia settentrionale, si diffonde qualche anno dopo in quasi tutto il territorio nazionale registrando un ascolto in crescita che secondo i rilevamenti dall'Auditel arriva a picchi dell'1,5%, soprattutto in fascia serale e notturna e, a partire dal 14 aprile 2003, assume il nuovo nome di 7 Gold. Nell'estate del 2006, Telecity riprende in video il nome Italia 7 con un disegno diverso da quello del vecchio circuito al posto di quello di 7 Gold. I vari conduttori, inoltre, indicano il circuito ora con quel nome. Dal settembre 2006, dopo che è tornato durante l'estate il nome 7 Gold con un marchio simile a quello che c'era per Italia 7, si decide di riprendere il logo dorato.
Dal 10 dicembre 2010 e fino al 2012, la programmazione di 7 Gold diventa visibile sul satellite Hot Bird grazie a 7 Gold Telecity, in seguito per i costi di gestione satellitare elevati l'emittente rinuncia alle trasmissioni satellitari.
Il network fa partire "my7.tv" dove è possibile vedere tutti i video di Diretta Stadio sullo smartphone. Inoltre è possibile interagire in studio con gli ospiti tramite un app per dispositivi elettronici.
Il 10 settembre 2017 7 Gold rinnova logo e grafica e inaugura nuovi studi presso la sede principale, sita in Assago, che hanno permesso l'avvio della trasmissione di contenuti in 16:9 (fino allo stesso anno i contenuti erano trasmessi in 4:3, ma i film continuano ad essere trasmessi nel formato letterbox fino al 2018). Contestualmente, nasce la società "Silver Production", joint venture paritetica tra PRS Mediagroup e 7 Gold. Così la Prs, oltre ad essere la concessionaria pubblicitaria nazionale per 7 Gold, svolge di fatto anche il ruolo di editore.
Nel 2018 il circuito nazionale non è più visibile nel mux Sardegna1 poiché è cessato l'accordo con l'emittente sarda, restando così l'unica regione non coperta fino al 31 dicembre 2023.
A dicembre 2023, Tacchino vende Telecity (Lombardia, Piemonte, Liguria e Valle d'Aosta) al gruppo Netweek, conseguentemente quella che era una delle emittenti capofila esce dal circuito 7 Gold.
I due editori rimasti Ferretti e Galante fanno un accordo con il gruppo Mediapason per la fornitura dei programmi sportivi e la possibilità di essere veicolati sulle LCN di Top Calcio 24 in Lombardia sul 12 e in Piemonte sul 75. Pertanto dai primi mesi del 2024 in queste due regioni è assente in video il logo di 7 Gold, ma è presente solo quello di Top Calcio 24.
Il 1º gennaio 2024 alle 18.30 inizia la programmazione di Top Calcio 24 - 7 Gold che mantiene la storica trasmissione Diretta Stadio ma con i conduttori e ospiti di Top Calcio 24, prodotta e trasmessa dagli studi di Mediapason a Milano. Sempre da tale data 7 Gold non è più visibile nelle regioni Valle D'Aosta e Liguria.
Il 30 dicembre 2024, a seguito della chiusura di Antenna 10 (che poi cessò le trasmissioni il giorno di Capodanno dello stesso anno), il circuito nazionale non è più visibile nel mux dell'emittente abruzzese lasciando cosi le regioni Abruzzo e Molise non coperte dal canale.
Il 2 luglio 2025 il circuito nazionale (che ha limitatamente ripetuto, dal 2013 a quest'anno il segnale della versione pugliese) ha cessato le trasmissioni in Calabria in seguito alla chiusura della versione calabrese.
Pertanto dall'estate del 2025 il circuito risulta totalmente assente in Sardegna, Valle d'Aosta, Liguria, Abruzzo, Molise e Calabria. È visibile parzialmente in Puglia e in Basilicata in quanto l'affiliata 7 Gold Puglia, essendo diffusa su un mux di secondo livello, non copre in modo capillare le regioni citate. È visibile parzialmente anche in Umbria perché le emittenti Umbria TV e Umbria TV Sport trasmettono soltanto il programma calcistico di prima serata Diretta Stadio, e sono assenti tutti gli altri programmi.

## Programmazione
La programmazione della rete è di stampo generalista e spazia dai programmi d'intrattenimento alle serie televisive, dai film allo sport (in particolare il calcio), dai documentari all'attualità con i dibattiti politici.
Dal dicembre 2004 l'emittente ha trasmesso il Tg7, un telegiornale in onda alle 19.00 sulle varie reti collegate al circuito. Il direttore responsabile è Luigi Ferretti e la redazione romana è composta da Enrico Zannotti e Paolo Travisi. Nell'aprile del 2009 terminano le trasmissioni del Tg7 nazionale per motivi di palinsesto e nello stesso periodo lo storico caporedattore, Ivan Gabrielli, rassegna le dimissioni. Al posto del Tg7 nazionale viene inserito nel palinsesto CNR TV News che si interessa delle notizie nazionali e internazionali, mentre per l'informazione locale sono ancora presenti le varie edizioni locali del Tg7 che vengono mandate in onda tutti i giorni in diretta in diverse fasce orarie a seconda della regione. Ad affiancare il notiziario regionale, dal 2012 va in onda 7 Flash, un breve telegiornale autoprodotto per le notizie dall'Italia e dal mondo irradiato su tutto il territorio in cinque edizioni al giorno (12.30 - 15.00 - 19.30 - 23.00 - 1.30).
Le redazioni locali si avvalgono di diverse produzioni in diretta, come Aria Pulita, Filo diretto e 7 in punto. Aria pulita è un programma di approfondimento che dà voce anche ai telespettatori, i quali possono interagire al telefono con i politici ospiti in studio. La trasmissione va in onda sulle frequenze di 7 Gold Telecity (per la Lombardia, il Piemonte, la Liguria e la Valle d'Aosta) dalle 7.00 alle 9.30 e all'ora di pranzo. Le redazioni giornalistiche dell'editore Giorgio Tacchino sono dislocate nelle città di Alessandria, Genova, Torino e Milano. Filo diretto, altra rubrica in onda su 7 Gold Telecity, è uno spazio interamente dedicato ai telespettatori che possono telefonare in diretta con la possibilità di fare segnalazioni, proteste, e dar suggerimenti sui problemi quotidiani che riguardano direttamente le città ma anche la provincia. Infine, 7 in punto è una trasmissione visibile su 7 Gold Telepadova (nelle regioni del Triveneto) e 7 Gold Sestarete (in Emilia-Romagna) in diretta dalle 7 del mattino alle 8.30 con la conduzione di Dario Pattacini, che intervista ospiti e politici locali. Dal 2015 Aria Pulita dedica un'ora della diretta mattutina (dalle 7.00 alle 8.00) all'informazione nazionale, andando in onda non solo nel Nord-Ovest ma in tutto lo stivale. I conduttori sono Simona Arrigoni, Roberto Villani e Michele Avola. Un'altra rubrica locale ma di natura culinaria è Due chiacchiere in cucina, prodotta da 7 Gold Telepadova a partire dal 2014 e ripetuta, in seguito, anche in altre regioni, come l'Emilia-Romagna (su 7 Gold Sestarete) e le Marche (su 7 Gold Marche). Dal 2024 la trasmissione viene promossa nel palinsesto nazionale. La prima conduttrice è la Masterchef Ilaria Bazzacco.
Uno dei programmi sportivi più seguiti è Diretta Stadio, divenuto negli anni un punto fermo nel palinsesto dell'emittente, che si avvale della regia di Fabiano Foschini, mentre la conduzione è affidata alternativamente ai giornalisti Giovanna Martini e Fulvio Giuliani. Ex-conduttori del programma sono stati Alessandro Biolchi e Giorgio Micheletti (quest'ultimo è stato il conduttore delle prime 6 edizioni tornato poi per quella 2007/2008). Al programma sportivo hanno partecipato, in veste di opinionisti, celebri ex giocatori, tra i quali la bandiera juventina Pietro Anastasi, quella milanista Giovanni Lodetti e quella interista Mauro Bellugi. Dal 28 dicembre 2006 Tiziano Crudeli ed Elio Corno (poi morto il 9 marzo 2025), storici volti di Telelombardia, entrano a far parte degli opinionisti di 7 Gold mentre più o meno nello stesso periodo Alessandro Biolchi ha lasciato il circuito ed è approdato ad Odeon TV.
Dal 1º gennaio 2024 con l'uscita di Telecity dal circuito la trasmissione viene affidata alla redazione sportiva di Top Calcio 24 con nuova grafica, studi e conduttori. 
Dal 1999 al 2022 ogni giorno va in onda anche il notiziario sportivo dalla durata di 25 minuti denominato Tg7 Sport, inizialmente collocato nel dopopranzo e nell'access-prime time. Successivamente le strisce quotidiane sono diventate tre (13.30 - 19.30 - 20.30), mentre dal 2015 l'appuntamento è alle 19.30 e alle 20.30. Nel 2018 il Tg7 Sport si suddivide in varie rubriche, ognuna delle quali si occupa di un aspetto diverso del gioco del calcio: Diretta mercato,  La scalata, Colpo di tacco e Così in campo. Dal mese di settembre del 2018 il Tg7 Sport torna nella sua forma originale non suddividendosi più in rubriche e l'approfondimento Diretta mercato diventa uno spazio autonomo in onda in prima serata. Con l'avvento della collaborazione con il gruppo Mediapason, nel 2024 tale striscia quotidiana viene sostituita da Stadio News, trasmessa dagli studi di Top Calcio 24. 
Nel mese di maggio del 2006 il popolare conduttore Aldo Biscardi, dopo aver lasciato LA7, firma un contratto che prevede la sua partecipazione a Diretta Stadio per la durata dei Mondiali di calcio 2006 e la messa in onda, da settembre 2006, della nuova edizione de Il processo di Biscardi. Lascia 7 Gold nell'estate 2013 per trasferirsi su T9. In seguito, la redazione sportiva di 7 Gold realizza l'analoga trasmissione Il Processo.
Presso 7 Gold ha lavorato anche Vittorio Sgarbi nella stagione 2005/2006, riportando in video il suo famoso programma Sgarbi quotidiani, ma non in qualità di conduttore. Dal 24 novembre 2006 ha inizio la trasmissione di approfondimento politico Titanic Italia, condotta da David Parenzo, che si avvale della collaborazione della redazione di Roma. Nel 2013 hanno il via due trasmissioni di approfondimento: Soldi, che si occupa di economia e risparmio, e il talk show d'attualità Funamboli.
A settembre 2017 fa ritorno sulla rete Il processo di Biscardi, che per la prima volta non è guidato da Aldo Biscardi (che poi morì l'8 ottobre a Roma), bensì dalla showgirl Giorgia Palmas. I figli Maurizio e Antonella, autori anche di questa inedita edizione, sono dietro le quinte del programma e collaborano alla realizzazione. Fanno presenza fissa Elena Barolo, che introduce l'anteprima e si occupa dell'area "social", e Carlo Nesti, con uno spazio da lui curato. Altri nuovi appuntamenti della stagione sono il settimanale calcistico Tutti in campo, realizzato negli studi di Napoli in collaborazione con Canale 9, e il varietà Meraviglioso, condotto da Salvo La Rosa.  Contemporaneamente vede la luce un nuovo spazio sportivo, La mia squadra, condotto da Michele Plastino. A luglio 2018 prende il via The Coach, un talent ideato da Luca Garavelli e Marco Zarotti e condotto nella prima edizione da Ernesto Trapanese con Agata Reale.

## Canali secondari

### 7 Gold Plus
Nel 2010 iniziano le trasmissioni del canale 7 Gold Plus, curato da 7 Gold Telepadova. I marchi con cui veniva ripetuto si differenziavano in base all'area geografica di diffusione del segnale: "Telestar 7 Gold Plus" nelle regioni del Nord-Ovest, "7 Gold Plus Nord-Est" (ex Teleregione) nel Triveneto, "7 Gold Plus E.R." in Emilia-Romagna, "7 Gold Plus Sud" nel Lazio e in Sicilia. Quella che per un breve periodo è stata la seconda rete del gruppo 7 Gold si distingueva dalla rete madre per la mancanza di televendite nel suo palinsesto. I programmi principali erano i medesimi di 7 Gold integrati però da cartoni animati, film e telefilm aggiuntivi. La situazione era temporanea in quanto 7 Gold Plus, a breve, avrebbe dovuto assumere una propria identità totalmente autonoma. Tuttavia il progetto non è decollato venendo sostituito così dal nuovo Canale 77, rete ripetitrice de La vetrina dell'arte. Le uniche regioni in cui rimane attivo tuttora 7 Gold Plus (seppur su un'altra LCN, abbandonando la nazionale "77") sono il Veneto, il Friuli Venezia Giulia e il Trentino-Alto Adige. Ora l'emittente è composta anche da alcuni programmi locali di Telepadova e da spazi commerciali. Viene chiuso il 20 giugno 2022.

### 7 Gold Musica
7 Gold Musica è stato un canale musicale curato da 7 Gold Telecity, nato nel 2012, con una programmazione interamente dedicata alla musica popolare italiana con le esibizioni delle orchestre da ballo. Il canale copriva l'arco delle 24 ore con trasmissioni prodotte dagli studi di Assago (Milano) e di Castelletto d'Orba (Alessandria) e facendo uso del ricco materiale tratto dall'archivio dell'emittente del Nord-Ovest Telecity, nata nel 1976.

### Canale 78
Canale 78 è stato un canale di impronta commerciale nato nel 2011, curato da 7 Gold Telecity. Dal 2018 l'emissione avviene da 7 Gold Sestarete.

### Canale 77
Canale 77 è stato un canale di impronta commerciale nato sul finire del 2011 in sostituzione di 7 Gold Plus, curato da 7 Gold Telecity. Il 2 gennaio 2017 cambia nome in Canale 77 in Rosa, passa sotto la gestione di 7 Gold Sestarete e si trasforma in un canale tematico dedicato principalmente alle telenovelas, unite a informazioni locali, lotto e qualche televendita; tuttavia, dal 2 ottobre successivo tutte le telenovelas vengono eliminate dal palinsesto e l'emittente torna a trasmettere una programmazione commerciale; dal 26 giugno 2019 l'emittente nel Nordovest torna alla denominazione originaria rinnovando il proprio logo dove è presente anche la dicitura Telestar.

## Loghi

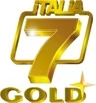
In uso dal 31 maggio 1999 al 13 aprile 2003
In uso dal 14 aprile 2003 al 21 novembre 2004
In uso dal 22 novembre 2004 al 10 settembre 2017 e nuovamente dal 1º giugno al 25 ottobre 2019
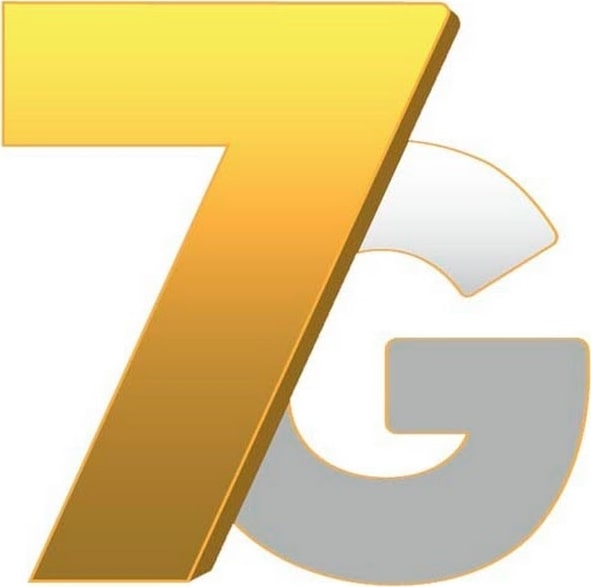
In uso dal 10 settembre 2017 al 1º giugno 2019 e nuovamente dal 25 ottobre 2019

## Ascolti

### Share mensile di 7 Gold (locale, da luglio 2011)
Dati Auditel relativi al giorno medio mensile su target individui 4+.
| Anno | Gen   | Feb   | Mar   | Apr   | Mag   | Giu   | Lug   | Ago   | Set   | Ott   | Nov   | Dic   | Media anno |
| ---- | ----- | ----- | ----- | ----- | ----- | ----- | ----- | ----- | ----- | ----- | ----- | ----- | ---------- |
| 2010 | 0,45% | 0,39% | 0,46% | 0,42% | 0,39% | 0,33% | 0,36% | 0,38% | 0,41% | 0,34% | 0,35% | 0,22% | 0,35%      |
| 2011 | 0,24% | 0,25% | 0,22% | 0,23% | 0,23% | 0,20% | 0,20% | 0,19% | 0,28% | 0,24% | 0,17% | 0,18% | 0,22%      |
| 2012 | 0,19% | 0,21% | 0,27% | 0,23% | 0,23% | 0,16% | 0,18% | 0,19% | 0,22% | 0,22% | 0,20% | 0,17% | 0,19%      |
| 2013 | 0,16% | 0,17% | 0,15% | 0,15% | 0,15% | 0,08% | 0,08% | 0,12% | 0,16% | 0,16% | 0,14% | 0,15% | 0,14%      |
| 2014 | 0,13% | 0,14% | 0,16% | 0,14% | 0,11% | 0,07% | 0,09% | 0,11% | 0,18% | 0,18% | 0,14% | 0,13% | 0,13%      |
| 2015 | 0,12% | 0,13% | 0,12% | 0,11% | 0,12% | 0,08% | 0,09% | 0,11% | 0,17% | 0,16% | 0,14% | 0,15% | 0,13%      |
| 2016 | 0,14% | 0,17% | 0,12% | 0,14% | 0,10% | 0,06% | 0,07% | 0,09% | 0,12% | 0,11% | 0,10% | 0,08% | 0,11%      |
| 2017 | 0,08% | 0,10% | 0,09% | 0,09% | 0,10% | 0,06% | 0,06% | 0,09% | 0,12% | 0,12% | NR    | NR    | 0,10%      |
| 2018 | 0,09% | 0,10% | 0,09% | 0,12% | 0,11% | 0,09% | 0,09% | 0,12% | 0,13% | 0,12% | 0,12% | 0,15% | 0,11%      |
| 2019 | 0,09% | 0,12% | 0,12% | 0,14% | 0,14% | 0,10% | 0,09% | 0,10% | 0,16% | 0,18% | 0,15% | 0,14% | 0,13%      |
| 2020 | 0,13% | 0,14% | 0,08% | 0,06% | 0,07% | 0,12% | 0,27% | 0,12% | 0,11% | 0,12% | 0,12% | 0,13% | 0,12%      |
| 2021 | 0,15% | 0,12% | 0,12% | 0,13% | 0,15% | 0,09% | 0,07% | 0,11% | 0,12% | 0,12% | 0,12% | 0,11% | 0,12%      |
| 2022 | 0,10% | 0,11% | 0,09% | 0,11% | 0,11% | 0,07% | 0,06% | 0,12% | 0,13% | 0,12% | 0,08% | 0,06% | 0,10%      |
| 2023 |       |       |       |       |       |       |       |       |       |       |       |       | 0,11%      |
| 2024 |       |       |       |       | 0,08% | 0,06% | 0,07% | 0,09% | 0,09% | 0,09% | 0,08% | 0,09% | 0,09%      |
| 2025 | 0,11% | 0,11% | 0,09% | 0,10% | 0,10% | 0,09% |       |       |       |       |       |       |            |

*NR = Non rilevato

## Palinsesto

### Attualmente in onda

#### Informazione e approfondimento
- Tg7, informazione locale (a cura delle emittenti collegate)
- La natura dal campo alla tavola, rubrica settimanale rivolta al mondo dell'agricoltura condotta da Cristiano Riciputi, prodotta da 7G Sestarete Emilia-Romagna

#### Intrattenimento
- Due chiacchiere in cucina, rubrica culinaria condotta da Leonardo Feltri, prodotta e trasmessa dagli studi di Telepadova
- Tackle, video a carattere sportivo presi dalla rete e dai social
- The Coach, talent show, co-produzione Antares film e JTL Productions
- Crossover Universo Nerd, programma che si occupa dell'influenza delle nuove tecnologie sulla cultura pop, di proprietà della Mad House Factory e prodotto con Visionfilm
- Casalotto, programma sulle estrazioni del lotto in diretta, produzione Eimifri, condotto a rotazione da Sheila Capriolo, Clara Taormina, Arianna Carpi con la partecipazione di Marco Bonfante e Lio Galimberti

#### Sport
- Diretta Stadio, programma calcistico che segue le partite di serie A in diretta con opinionisti e telecronisti in studio, co-produzione TOPCalcio24 e 7 Gold
- Stadio News, striscia quotidiana d'informazione calcistica, co-produzione TOPCalcio24 e 7 Gold
- Apericalcio , rubrica sportiva, co-produzione TOPCalcio24 e 7 Gold
- Super-mercato, rubrica sportiva riguardante il calcio mercato, co-produzione TOPCalcio24 e 7 Gold
- Mimmo Pesce Show, spazio ai commenti calcistici di Mimmo Pesce, co-produzione TOPCalcio24 e 7 Gold
- Top Calcio Show, trasmissione calcistica del venerdì sera, co-produzione TOPCalcio24 e 7 Gold
- Calcissimo, rubrica sportiva di seconda serata prodotta da Mediacinque
- Motorpad Tv, magazine di motori condotto da Marcello Pirovano

#### Serie televisive
- Get Smart

### Precedentemente in onda

#### Informazione
- 7 Flash
- CNR TV News

#### Approfondimento
- 7 in Punto[35]
- Agri informa
- Appunti di viaggio
- Aria Pulita Mattina
- Dentro la salute
- DocuGold Storia
- Funamboli
- Goodtime
- Informalavoro
- Missione relitti
- Nonsolomare TV
- Punto di domanda
- Salvadenaro
- Sgarbi quotidiani
- Soldi
- Titanic Italia
- Trentatré - La tv della salute
- Vulcano

#### Intrattenimento
- 7 Gold Cinema
- Big (cabaret)
- BO051
- Buon segno
- Caffè con vista
- Caffè Lotto
- Cocco bello
- Festival Show
- Fiesta latina
- Ke classe!
- Il bello del mattone
- Influencer di stagione
- La Lanterna D'oro
- Live in Style
- Lotto news
- Meraviglioso
- Musica insieme
- Pianeta vacanze
- Puntolotto alle Otto
- Quelli che... il lotto
- Quizz... issimo
- Sanremo Gold
- Sapori d'Autore
- Sapori e Piaceri
- Sette e Dintorni
- SetteSera
- Souvenir
- Tech and the City
- Viaggiando TV
- Vivi in salute

#### Sport
- 7 Gold: il Processo
- B Lab Live
- Chiedilo a Schira
- Chrono GP
- Diretta Basket... ed è subito canestro!
- Diretta Mercato
- Feeder in tour
- IFL Magazine
- Il processo di Biscardi
- La mia squadra
- Linea diretta
- Manuel
- Prova d'appello
- Tempi supplementari
- Tennis Legends
- Tg7 Sport
- Tutti in campo

#### Serie televisive
- Split

#### Cicli cinematografici
- Action
- Avventura
- Brividi
- Grande Cinema
- Lo spettacolo continua
- Sette Notte
- Western

## Frequenze del network collegato a 7 Gold
| Area tecnica                       | Multiplex               | Rete televisiva       | Proprietà di rete                                                            | Note |
| ---------------------------------- | ----------------------- | --------------------- | ---------------------------------------------------------------------------- | --- |
| 1 - Piemonte                       | Eitowers Piemonte       | Top Calcio 24         | Mediapason (emittente distributrice dei contenuti sportivi di 7 Gold)        | Trasmette unicamente i contenuti sportivi del circuito                                                                              |
| 2 - Valle d'Aosta                  | -                       | -                     | -                                                                            | - |
| 3 - Lombardia e Piemonte orientale | Raiway Lombardia        | Top Calcio 24         | Mediapason (emittente distributrice dei contenuti sportivi di 7 Gold)        | Trasmette unicamente i contenuti sportivi del circuito                                                                              |
| 4 - Trentino-Alto Adige            | Eitowers Trentino       | 7 Gold Telepadova     | Telepadova (emittente di co-produzione del circuito 7 Gold)                  | - |
| 5 - Veneto                         | Raiway Veneto           | 7 Gold Telepadova     | Telepadova (emittente di co-produzione del circuito 7 Gold)                  | - |
| 6 - Friuli-Venezia Giulia          | Raiway FVG              | 7 Gold Telepadova     | Telepadova (emittente di co-produzione del circuito 7 Gold)                  | - |
| 7 - Liguria                        | -                       | -                     | -                                                                            | - |
| 8 - Emilia-Romagna                 | Eitowers Emilia-Romagna | 7 Gold Sestarete      | Sestarete 7G Emilia Romagna (emittente di co-produzione del circuito 7 Gold) | - |
| 9 - Toscana                        | Eitowers Toscana        | 7 Gold TVR Teleitalia | 7 Gold                                                                       | - |
| 10 - Umbria                        | Umbria TV               | Umbria TV             | Umbria TV (emittente affiliata)                                              | Trasmette unicamente i contenuti sportivi di prima serata del circuito, distribuiti sui due canali Umbria TV e Umbria TV Tuttosport |
| 11 - Marche                        | Eitowers Marche         | 7 Gold Marche         | Sestarete 7G Emilia Romagna                                                  | - |
| 12 - Lazio                         | Eitowers Lazio          | 7 Gold Lazio          | 7 Gold                                                                       | - |
| 13 - Abruzzo e Molise              | -                       | -                     | -                                                                            | - |
| 14 - Campania                      | Eitowers Campania 1     | Canale 9              | Canale 9 (emittente affiliata)                                               | - |
| 15 - Puglia e Basilicata           | Delta Tv                | 7 Gold Puglia         | 7 Gold                                                                       | L'emittente è diffusa limitatamente nelle province di Bari, Barletta-Andria-Trani, Brindisi, Taranto e Matera                       |
| 16 - Calabria                      | -                       | -                     | -                                                                            | - |
| 17 - Sicilia                       | Raiway Sicilia 1        | 7 Gold Telerent       | 7 Gold & Telerent                                                            | - |
| 18 - Sardegna                      | -                       | -                     | -                                                                            | - |

### Emittenti del passato
- Telecity
- Italia 7 Toscana
- Teleadriatica
- Magic TV
- ITR Sora
- Antenna 10
- Canale 8
- 7 Gold Campania
- Telestudio RTV
- Tele Puglia
- Video Emme
- 7 Gold Calabria
- Video Triangolo - Tele Stampa Sud
- Sardegna Uno

## 7 Gold Pubblicità
Il 18 ottobre 2007 viene presentata la concessionaria addetta alla raccolta pubblicitaria di 7 Gold. La nuova società, 7 Gold Pubblicità (al 70% di proprietà di Enzo Campione), inizia la sua attività il 1º gennaio 2008. Il 25 gennaio, 7 Gold Pubblicità cambia socio e la raccolta pubblicitaria viene affidata a PRS Mediagroup di Alfredo Bernardini de Pace. Dall'estate 2011 è l'agenzia Capital a provvedere alla vendita degli spazi pubblicitari agli inserzionisti. Dal 2017, con la nascita della società "Silver Production", torna ad occuparsi della pubblicità la PRS, che ora sotto la guida di Federico Silvestri funge anche da editore del network al 50%.

### Concessionarie pubblicitarie locali
- 7 Gold Telecity Alessandria -  Media Italia.
- 7 Gold Telecity -  Capital-7 Gold Milano. URL consultato il 30 ottobre 2014 (archiviato dall'url originale il 30 ottobre 2014).
- 7 Gold Sestarete -  Media e media '93.
- 7 Gold Telepadova -  7 Gold Communication (archiviato dall'url originale il 1º ottobre 2012).
- 7 Gold Puglia -  GiPiElle Puglia.